# 宇部鴻城高等学校
宇部鴻城高等学校（うべこうじょうこうとうがっこう）は、山口県宇部市大字際波字的場にある私立高等学校。難関校進学を目指す特進コースから工業科・医療秘書科までを置く。

## 学科
- 普通科・特別進学コース
- 普通科・普通コース
- 工業に関する学科（1学年）
- 機械科（2学年）
- 自動車工学科（2学年）

※ 工業に関する学科所属生徒は2学年進級時に機械科か自動車工学科から選択
- 医療秘書科

## 交通
- JR西日本 山陽本線・宇部線 宇部駅から徒歩15分
- 宇部市営バス、船鉄バス 鴻城高校前停留所から徒歩5分／明石被服前停留所から徒歩3分

## 沿革
- 1889年 - 山口市に海軍兵学校の予備校として創設された旧制中学校・鴻城義塾が祖。碇（いかり）をあしらった校章にその面影を残す。
- 1956年 - 宇部市に展開して開校。
- 2004年 - 創立以来の別学（男子校）から男女共学に移行。

## 部活動
- 野球部は2003年春（第75回）と2012年夏（第94回、ベスト16）と2015年春（第87回）と2017年春（第89回）と2019年夏（第101回、ベスト16）と2023年夏（第105回）に出場。春3回、夏3回 6回出場。通算3勝5敗。

また、2014年（平成26年）の第45回明治神宮野球大会と2016年（平成28年）の第47回明治神宮野球大会に中国地方代表として出場。
- 2008年（平成20年）4月より白井三津雄をサッカー部の指導者として迎える。

## 著名な出身者

### 文化
- 高山哲哉（NHKアナウンサー）
- 馬場良治（日本画家／日本美術院院友）
- 田村洋（作曲家／山口県立大学教授）
- 遊人（漫画家）

### スポーツ
- 櫛部静二（マラソンランナー／城西大学講師 兼男子駅伝部監督）
- 梅木蔵雄（元マラソンランナー／中国電力陸上競技部所属）
- 末永仁志（元ロッテ・プロ野球選手）※転校
- 中村恵吾（元ソフトバンク・プロ野球選手）
- 真鍋安政（元巨人・プロ野球選手）
- 石川政雄（元広島・プロ野球選手）
- 小林敦美（元オリックス・プロ野球選手）
- 正木雄大（プロ野球審判員）
- 竹谷佳孝（プロゴルファー）

### 芸能
- 清木場俊介（元EXILEのボーカルSHUN）※中退